# Pala (Pala)
Pour les articles homonymes, voir Pala.
Pala est un village de la commune de Pala du Comté de Jõgeva en Estonie.
Au 31 décembre 2011, il compte 197 habitants.